# Dendrophthora purpurea
Dendrophthora purpurea är en sandelträdsväxtart som beskrevs av J. Kuijt. Dendrophthora purpurea ingår i släktet Dendrophthora och familjen sandelträdsväxter. Inga underarter finns listade i Catalogue of Life.